# Alexander Alexandrowitsch Skworzow
Alexander Alexandrowitsch Skworzow (russisch Александр Александрович Скворцов; * 6. Mai 1966 in Schtscholkowo, Oblast Moskau, UdSSR) ist ein ehemaliger russischer Kosmonaut. Er ist der Sohn des 1968 ohne Mission ausgeschiedenen Kosmonauten Alexander Alexandrowitsch Skworzow.

## Ausbildung
1987 absolvierte er die Luftwaffen-Ingenieurhochschule in Stawropol. 1997 machte er seinen Abschluss an der Akademie der Luftverteidigungskräfte, Mitte 2012 schied er als Oberst der russischen Luftwaffe aus dem aktiven Dienst aus.

## Kosmonautentätigkeit
Am 28. Juli 1997 wurde Skworzow als Kosmonaut ausgewählt, seine Kosmonauten-Grundausbildung schloss er im November 1999 ab.
Skworzow war der Ersatzmann für Maxim Surajew während dessen Flug als Kommandant der Mission Sojus TMA-16 zur Internationalen Raumstation (ISS).
Skworzow war Bordingenieur der ISS-Expedition 23 und Kommandant der ISS-Expedition 24. Der Start mit dem Raumschiff Sojus TMA-18 zur ISS fand am 2. April 2010 statt. Die Landung erfolgte am 25. September 2010 in Kasachstan.
Skworzow arbeitete als Bordingenieur für die ISS-Expeditionen 39 und 40. Das Raumschiff Sojus TMA-12M startete am 25. März 2014, die Kopplung konnte wegen Problemen mit der Raumschiffsteuerung nicht wie vorgesehen nach knapp sechs Stunden durchgeführt werden, sondern erfolgte erst zwei Tage später am 27. März. Fast ein halbes Jahr war der russische Kosmonaut Alexander Skworzow auf der Internationalen Raumstation ISS. Am 11. September 2014 landete er wieder wohlbehalten auf der Erde. Im Februar 2016 wurde er mit dem Verdienstorden für das Vaterland 4. Klasse ausgezeichnet.
Für seinen dritten Raumflug war Skworzow ursprünglich als Kommandant des Raumschiffes Sojus MS-07 vorgesehen. Im März 2017 wurde bekannt, dass er auf Grund eines Sportunfalls vom vorbereitenden Training zurückgezogen und durch Anton Schkaplerow ersetzt wurde. Am 20. Juli 2019 startete er als Kommandant von Sojus MS-13 zur ISS. Zusammen mit Luca Parmitano und Andrew R. Morgan war er Mitglied der ISS-Expeditionen 60 und 61. Am 6. Februar 2020, 09:12 (UTC) landete Sojus MS-13 in Schesqasghan, Kasachstan.
Am 29. April 2022 schied Skworzow aus dem russischen Kosmonautenkorps aus. Mit 545 Tagen im All gehört er zu den erfahrensten Raumfahrern der Welt.